# Roosevelt-universiteit
De Roosevelt-universiteit is een vierjarige Amerikaanse privé-universiteit van hoger onderwijs met volledige service in de loop van Chicago en Schaumburg. Het biedt ook lessen in gemeenschappen, scholen en bedrijven en heeft de missie om een metropolitaanse universiteit te zijn en een aanwinst voor de omringende gemeenschappen.
Roosevelt University biedt de mogelijkheid om certificaten, en bachelor, master of doctoraat te behalen in 126 kunst-, scheikunde-, bedrijfskunde- en onderwijsprogramma`s.